# 1793년 도망 노예법
1793년 도망 노예법(영어: Fugitive Slave Act of 1793)은 미국 헌법의 도망 노예 조항(제4조 제2항 제3조)을 발효시키기 위한 미국 의회의 법률이었으며, 이는 나중에 수정 헌법 제13조에 의해 대체되었고, 또한 범죄인 인도 조항(제4조 제2항 제2조)을 발효시키기 위한 것이었다. 헌법의 도망 노예 조항은 노예주가 도망친 노예를 회수할 권리를 보장했다. 이후의 법률인 "정의를 위한 도망자와 그들의 주인의 봉사에서 벗어난 사람들에 관한 법률"은 이를 수행할 수 있는 법적 메커니즘을 만들었다.

## 통과 및 이후 개정
이 법은 1793년 2월 4일 하원에서 48대 7로 통과되었으며, 14명이 기권했다. "의회 연보"에는 이 법이 1793년 2월 12일에 승인되었다고 명시되어 있다.
이 법은 펜실베이니아주에서 납치되어 버지니아주로 끌려간 존 데이비스라는 자유 흑인 남성에 대한 논란 속에서 작성되었다. 그러나 이 법은 그 논란을 해결하지 못했다. 버지니아주의 납치범들은 펜실베이니아주로 인도되지 않았고, 존 데이비스는 노예로 남았다.
이 법은 나중에 미국 남부의 노예주의 주장으로 1850년 타협에 의해 강화되었으며, 이는 주 정부와 자유주의 주민들에게 도망 노예의 체포 및 송환을 시행하도록 요구했다. 1850년 도망 노예법의 시행은 북부 여론을 격분시켰다.

## 발췌문
제3조. 또한 제정되니, 미합중국 또는 오하이오강 북서쪽 또는 남쪽의 어느 지역에서든 법률에 따라 노동에 종사하는 자가 해당 주 또는 지역의 다른 부분으로 도주하는 경우, 그러한 노동 또는 서비스에 대한 권리가 있는 자, 그의 대리인 또는 변호사는 이로써 노동에서 도망친 자를 체포하거나 구금할 권한을 부여받으며, 해당 주 내에 거주하거나 소재하는 미국 순회 또는 지방 법원의 판사, 또는 체포가 이루어진 카운티, 시 또는 법인화된 도시의 치안 판사 앞에 그를 또는 그녀를 데려갈 권한을 부여받는다. 그러한 판사 또는 치안 판사의 만족스러운 증거, 즉 구두 증언 또는 해당 주 또는 지역의 치안 판사 앞에서 작성되고 인증된 진술서를 통해, 체포된 자가 그가 또는 그녀가 도주한 주 또는 지역의 법률에 따라 그를 또는 그녀를 주장하는 자에게 서비스 또는 노동의 빚을 지고 있다는 것이 입증되면, 해당 판사 또는 치안 판사는 그러한 주장자, 그의 대리인 또는 변호사에게 그러한 증명서를 발급할 의무가 있으며, 이는 해당 도망자를 그가 또는 그녀가 도주한 주 또는 지역으로 이송하기에 충분한 영장이 된다.

제4조. 또한 더욱 제정되니, 고의로 그리고 자발적으로 그러한 주장자, 그의 대리인 또는 변호사가 그러한 도망자를 체포하거나 구금하는 것을 방해하거나 지연시키거나, 또는 여기에 부여되고 선언된 권한에 따라 체포된 도망자를 그러한 주장자, 그의 대리인 또는 변호사로부터 구출하거나, 또는 상술한 바와 같이 그가 또는 그녀가 노동에서 도망친 자임을 통보받은 후에 그러한 자를 은닉하거나 숨기는 자는, 그러한 위반 행위 각각에 대해 5백 달러의 금액을 몰수당하고 지불해야 한다. 이러한 벌금은 그러한 주장자의 이익을 위해 채무 소송으로 어떠한 적절한 법원에서도 회수될 수 있으며, 그러한 주장자에게 그러한 상해 또는 그 중 하나로 인한 소송 청구권을 보전한다.
이 법의 전문은 1792년 11월 5일부터 1793년 3월 2일까지 진행된 제2차 의회 제2차 회의의 의회 연보에 있는 미국 의회 도서관(및 온라인)에서 확인할 수 있다. 특정 법률과 의회 투표는 1414-1415쪽에 있다.

## 영향
이 법은 도망 노예를 평생 동안 재포획의 위험에 노출시켰지만, 일부 노예주들은 이 법이 충분히 강력하지 않다고 생각했다. 또한 도망 노예 어머니에게서 태어난 아이들은 노예로 분류되었고, 평생 동안 어머니의 주인의 재산이 되었다.
오나 저지(Ona Maria Judge)는 때때로 주인들에게 '오니'라는 애칭으로 불렸으며, 마사 워싱턴의 노예이자 하녀였다. 그녀는 조지 워싱턴이 대통령이었을 때(1790년부터 1800년까지 임시 수도였던) 버지니아와 필라델피아의 대통령 관저에서 워싱턴 가족을 섬겼다. 그녀는 1796년 5월 21일에 탈출했다. 워싱턴은 곧 그녀를 체포하기 위해 두 차례 시도했으며, 심지어 1796년 9월 1일자 서신으로 재무장관 올리버 월콧 주니어의 도움을 요청하기도 했다. 나중에 그의 조카가 그녀를 방문하여 돌아오라고 요청했지만, 두 번의 시도 모두 실패했다. 워싱턴은 강력한 퀘이커교 폐지론자 공동체가 있는 필라델피아에서 논란을 피하기 위해 신중하게 행동했다.
뉴햄프셔주에 정착하여 결혼하고 아이를 낳은 오나 저지는 1840년대에 벤자민 체이스 목사로부터 인터뷰를 받았다. 그는 1847년 1월 1일 폐지론자 신문인 더 리버레이터에 "편집자에게 보내는 편지"에 그 내용을 발표했다. 그는 법에 따라 그녀와 그녀의 아이가 탈출한 지 50년이 지난 후에도 마사 워싱턴의 후손들이 법적 주장을 하기로 결정하면 언제든지 도망 노예로 체포될 위험에 처해 있다고 설명했다. 법적으로 그들은 그 부부를 어머니의 재산의 일부로 상속받았다.
이 여성은 아직 노예이다. 워싱턴이 그녀와 그녀의 아이를 얻을 수 있었다면, 그들은 헌법적으로 그의 것이었다. 그리고 마사 워싱턴의 상속인들이 지금 그녀를 주장하고, 우드버리 판사 앞에 데려가서 그들의 권리를 증명한다면, 그는 맹세에 따라 그녀를 그들에게 넘겨줄 의무가 있었다.
많은 북부 주들은 자유 흑인 미국인(납치되어 방어할 기회도 없이 법정에 서서 합법적으로 노예가 될 수 있었던)뿐만 아니라 도망 노예를 보호하기 위한 법안을 제정했다. 이 법들은 개인의 자유 법으로 알려지게 되었고, 노예 소유주와 도망 노예 사냥꾼들에게 그들이 붙잡은 사람들이 진정으로 도망 노예라는 증거를 제시하도록 요구했다. "남부 주들이 도망 노예를 되찾을 권리를 요구했던 것처럼, 북부 주들은 자유 흑인 주민들이 납치되어 남부에서 노예 생활을 강요당하는 것을 보호할 권리를 요구했다"(Finkelman 399).
논란 중 하나는 프리그 대 펜실베이니아주 사건이었다. 메릴랜드주 시민인 에드워드 프리그는 요크군에서 흑인 여성을 납치하여 도망 노예로 메릴랜드주로 돌려보내려 한 혐의로 펜실베이니아 법원에 기소되었다. 그는 펜실베이니아 지방 법원에서 재판을 받고 유죄 판결을 받았지만, 이 사건은 결국 미국 대법원에 상고되었다. 프리그는 원래 펜실베이니아 법원에 법적 영장을 제시했지만, 이는 불법적으로 무시되었는데, 이는 도망 노예법이 연방 법률이 아닌 주 법원에 달려 있음을 보여주었다.
이 법의 결과로 노예 사냥 산업이 확장되었고, 사실상 현상금 사냥꾼들이 많은 노예를 붙잡아 주인에게 돌려보냈다.
또한, 딥 사우스 지역의 노예에 대한 높은 수요와 도망 노예 사냥은 자유 흑인들이 심지어 "자유" 증명서가 있어도 납치되어 노예로 팔릴 위험에 처하게 만들었다. 합법적으로 자유롭고 노예였던 적이 없는 사람들이 납치되어 남부로 끌려가 노예로 팔린 수많은 사례가 있었다. 역사학자 캐럴 윌슨은 《위험에 처한 자유(Freedom at Risk)》(1994)에서 300건의 그러한 사례를 문서화했으며, 수천 건의 다른 사례가 있었을 것으로 추정했다. 이러한 사례의 대표적인 예로는 1808년경 뉴욕주 에식스군에서 민투스 노섭과 그의 아내 사이에서 자유롭게 태어난 솔로몬 노섭이 있다. (그의 회고록에서 솔로몬은 어머니의 이름을 밝히지 않았지만, 그녀가 혼혈인이자 쿼드룬이라고 묘사했다.) 1841년, 노섭은 노예제가 합법이었던 워싱턴 D.C.로 가도록 속임수에 넘어갔다. 그는 약물에 취해 납치되어 노예로 팔렸고, 12년 동안 루이지애나주에서 노예로 잡혀 있었다. 그러한 상황에서 자유를 되찾은 몇 안 되는 사람 중 한 명인 그는 나중에 워싱턴 D.C.에서 관련된 노예 상인들을 고소했다. 그곳의 법은 노섭이 흑인이기 때문에 백인 남성들에게 불리한 증언을 하는 것을 금지했고, 그는 소송에서 패소했다. 뉴욕 타임스는 1853년 1월 20일 이 재판에 대한 기사를 실었다. 노섭은 그의 회고록인 《노예 12년》(1853년)을 출판했는데, 이는 루이지애나의 레드강 플랜테이션 생활과 워싱턴 D.C.의 노예 무역에 대한 노예 서사였다. 이 회고록은 2013년 영국 감독 스티브 매퀸에 의해 장편 영화로 각색되어 작품상을 포함하여 세 개의 아카데미상을 수상했다. 비평가들은 각본과 연기를 칭찬했지만, 영화와 책 모두에서 사건의 역사적 정확성에 대해서는 의견이 엇갈렸다.

## 같이 보기
- 도망노예법
- 프리그 대 펜실베이니아주 사건
- 노예 무역법

## 추가 문헌
- 솔로몬 노섭, 노예 12년, 뉴욕, 오번: 더비 앤 밀러, 1853, 노스캐롤라이나 대학교, 미국 남부 문서화